# Völkershausen (Vacha)
Völkershausen ist ein Ortsteil der Stadt Vacha im Wartburgkreis in Thüringen.

## Geografie
Völkershausen liegt etwa fünf Kilometer südlich von Vacha in der Thüringer Rhön am Fuße des Öchsenberges und des Dietrichsberges. Östlich des Ortes fließt die Oechse. Zum Ortsteil gehören die Klein- und Einzelsiedlungen Busengraben, Furthmühle, Hedwigshof, Kohlgraben, Luttershof, Rodenberg, Sauermühle und Willmanns.

## Geschichte
Das älteste Bodendenkmal im Gebiet ist die 1,5 km vom Ort entfernt gelegene latènezeitliche Wallanlage Oechsen auf einem 636 m hohen Kegelberg.
Das Gebiet der Rhön wurde im Hochmittelalter auch Buchonia genannt. Die gebirgige Landschaft wurde im Westen von Bonifatius (Einflussbereich der Reichsklöster Fulda und Hersfeld) sowie im Süden und Osten von Kilian (Bistum Würzburg) missioniert, woran noch zahlreiche Kirchengründungen und Flurnamen sowie ein Gipfelkreuz auf dem Berg Öchsen erinnern. Vacha und sein Umfeld gehörten nicht zum Tullifeld, sie waren somit nicht dem Bistum Würzburg zugeteilt. Bis zur Reformation zählte Völkershausen zum Mainzer Sprengel und lag im Archidiakonat Eisenach. Das Reichskloster Hersfeld besaß den größten Grundbesitz und hatte die auf der Burg Frankenstein bei Salzungen ansässigen Grafen von Frankenstein als Vögte ihrer Besitzungen im Werra- und Rhöngebiet bestimmt.
Die erste Erwähnung des Ortes als Wulfricheshusen wird auf das Jahr 827 datiert. Die erste urkundliche Erwähnung als Völkershausen datiert von 1214. In der Folgezeit spielte das Geschlecht der Herren von Völkershausen immer wieder eine Rolle, erstmals in einer Urkunde vom 6. Dezember 1214. Zwischen der ersten Erwähnung und der Existenz von Völkershausen als Gericht Völkershausen (ab ca. 1300) liegt der Bau der Burg, auf deren Grundmauern das spätere „Obere Schloss“ um 1800 entstand.
Die Herren von Völkershausen waren zunächst dem Dienstadel des Reichsklosters Hersfeld in der Klostervogtei der Grafen von Frankenstein zugehörig und wurden nach dem Niedergang der Frankensteiner im Jahr 1330 (Frankensteiner Verkaufsbrief) zu Vasallen des Klosters Fulda. Ihre Burg befand sich im oberen Teil des Ortes – auf dem Gelände der heutigen Schule und der angrenzenden Grundstücke. Die ovale Burganlage, eine Hangburg, war mit einem etwa 12 m breiten Graben und mehreren Wehrtürmen versehen; vor der Burg befand sich als Vorburg ein Komplex aus Stallungen, Werkstätten und Wirtschaftsgebäuden.
Da im Ort Völkershausen auch andere Adelige Höfe und Grundbesitz erworben hatten, blieb Völkershausen zu einem Teil noch in hersfeldischen Besitz, was zu Spannung führte. Auch das Verhältnis der Ritter zum fuldischen Klerus war nicht immer ungetrübt: So gehörte Eberhard von Spahl zu einer Verschwörergruppe, die 1271 Abt Bertho II. von Leibolz in der Abtsburg ermordete. Die 26 beteiligten Ritter wurden danach für vogelfrei erklärt. Der nachfolgende Abt Bertho III. von Mackenzell ließ die Mörder aufspüren, welche in der Kirche zu Kirchhasel gestellt und dort erschlagen wurden. Diese Ereignisse führten später zur Entstehung des Ritterkantons Buchen. Die Kantonseinteilung sollte den politischen Einfluss der Ritter gegenüber den angrenzenden Territorien stärken – in diesem Fall betraf es die oft auf Expansion ausgerichtete Herrschaft des Klosters Fulda, der Grafen von Henneberg und der Landgrafen von Hessen und Thüringen. Im Deutschen Bauernkrieg traten Teile der Ritterschaft aus Not, in seltenen Fällen auch aus humanitären Gründen den Bauernhaufen bei. Auch die Ritter von Völkershausen wurden in ihren Besitzungen von den aufständischen Bauern belagert.
Eine jüdische Kultusgemeinde bestand in Völkershausen bis 1903. Sie erbaute 1815/16 die Synagoge Völkershausen. 1903 löste sich die stark geschrumpfte Kultusgemeinde auf, die verbliebenen jüdischen Familien besuchten fortan die Synagoge Vacha. Ab 1914 lebten keine Juden mehr in Völkershausen.
Anfang des 20. Jahrhunderts gab es in Völkershausen auf Initiative des Arztes Greff eine Art Kurbetrieb auf dem Gelände des Schlosses, das ihm damals gehörte. Die so genannte Wandelhalle (inzwischen Bürgerhaus) stammt aus dieser Zeit. 1912 wurde eine neue Schule gebaut, die nach umfangreichen An- und Ausbauarbeiten bis 2006 als Regelschule genutzt wurde.
Am 13. April 1945 besetzten US-amerikanische Truppen kampflos den Ort, sie wurden am 14. Juli durch die Rote Armee abgelöst. 1960 erfolgte die Zwangskollektivierung der Landwirtschaft. Von 1961 bis 1972 war der zu dieser Zeit zum Kreis Bad Salzungen gehörende Ort in das Sperrgebiet entlang der innerdeutschen Grenze einbezogen.
Wesentlichstes Ereignis der Neuzeit war der Gebirgsschlag am 13. März 1989, 14:02 Uhr. Beim Zusammenbruch eines größeren Feldes im Schacht des Kali-Bergbaus „Ernst Thälmann“ während einer Sprengung entstand an der Oberfläche ein Erdbeben der Stärke 5,6 auf der Richterskala. Dabei wurden sechs Menschen verletzt und fast 80 % der Ortsbebauung beschädigt. Praktisch alle historischen Gebäude, das Schloss mit seinen Nebengebäuden, die Kirche und eine Reihe von Privathäusern mussten abgerissen werden. Damit erinnert im heutigen Ortsbild nichts mehr an die lange und wechselvolle Geschichte des Ortes. Noch in einem Umkreis von 12 km mussten beschädigte Gebäude abgetragen werden. Das Beben wurde deutschlandweit registriert. Es war in seiner Stärke dem bis dahin gewaltigsten bergbauinduzierten Beben in Witwatersrand in Südafrika 1977 gleichzusetzen.
Zum 31. Dezember 2013 wurde der Ort in die Stadt Vacha eingegliedert.

### Einwohnerentwicklung
| Jahr | Einwohner |
| ---- | --------- |
| 1995 | 1242      |
| 2000 | 1201      |
| 2005 | 1201      |
| 2010 | 1171      |
| 2011 | 1170      |
| 2012 | 1176      |

 Datenquelle: ab 1994 Thüringer Landesamt für Statistik – Werte vom 31. Dezember

### Ortsbürgermeister
Zum ehrenamtlichen Ortsteilbürgermeister wurde Stefan Schramm (FWG Völkershausen) gewählt.

### Wappen
Das Wappen wurde vom Heraldiker Uwe Reipert gestaltet.

## Wirtschaft und Infrastruktur

### Industrie und Landwirtschaft
Die landwirtschaftliche Produktion spielte in der Rhön auf Grund der kargen Böden noch nie eine große Rolle. Allenfalls zu nennen wäre die Viehzucht (Rhönschafe). Die Region war daher in der Vergangenheit ein sehr armes Land. Gegen Ende des 19. Jahrhunderts gingen deshalb viele Männer des Dorfes zum Beispiel nach Westfalen zur Arbeit. Erst die Gründung der Basalt-Steinbrüche auf dem Oechsenberg und dem Dietrichsberg sowie die Eröffnung verschiedener Kali-Gruben in der Umgebung um die Jahrhundertwende zum 20. Jahrhundert brachten einen gewissen Wohlstand in die Region.

### Verkehr
Völkershausen liegt an der Landesstraße 2601, die von Vacha nach Oechsen führt.
Völkershausen ist mit der Buslinie 111 (Vacha–Völkershausen–Oechsen) des Verkehrsunternehmens Wartburgmobil an den öffentlichen Personennahverkehr angeschlossen.
Der nächstgelegene Anschluss an den Bahnverkehr besteht seit der Stilllegung der Bahnstrecke Bad Salzungen–Vacha am Bahnhof Bad Salzungen.

## Sehenswürdigkeiten

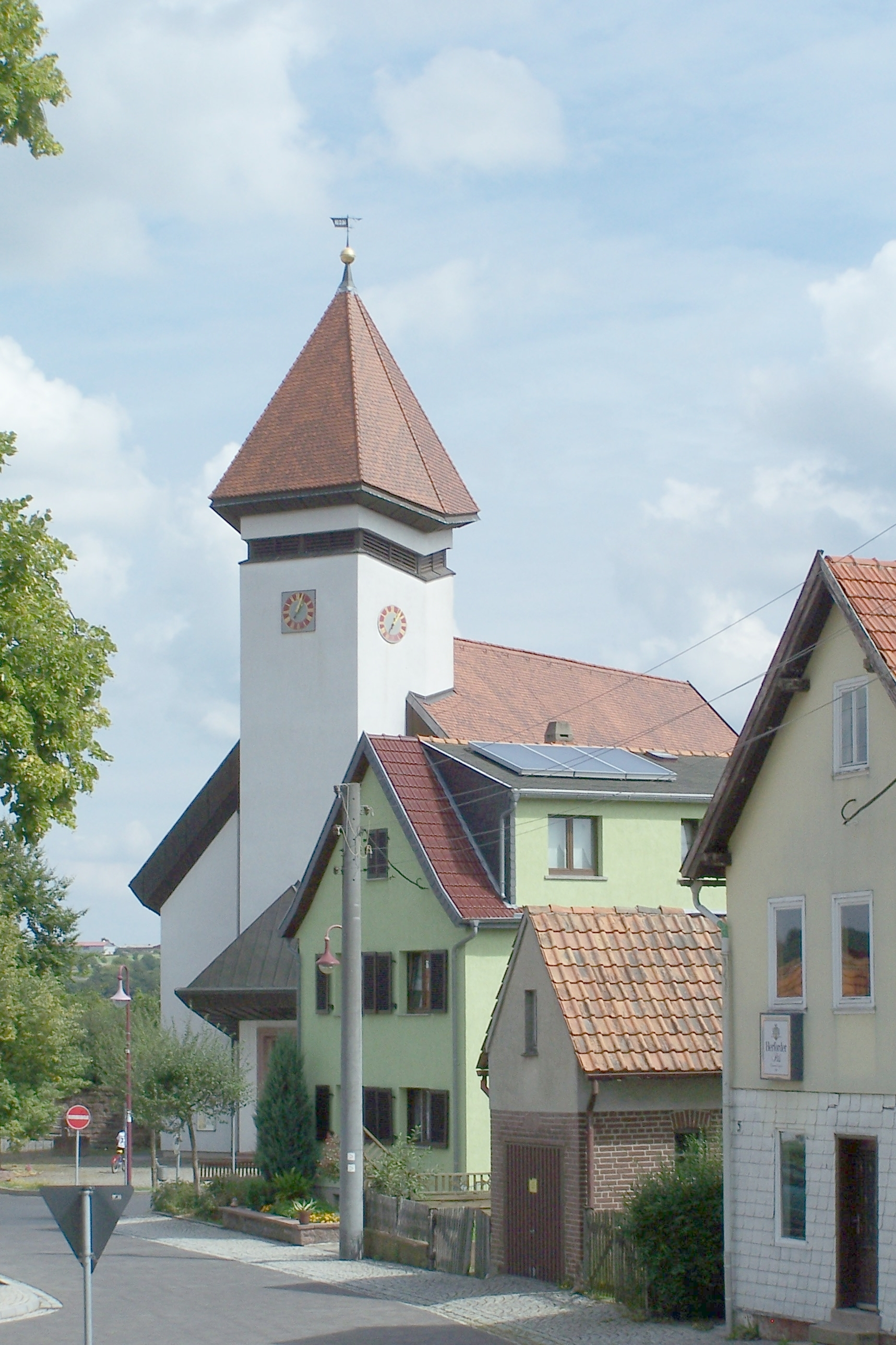
Blick auf die Michaeliskirche

- Bis auf wenige Fachwerkhäuser ist der Großteil der historischen Bausubstanz des Ortes dem Gebirgsschlag von 1989 zum Opfer gefallen, darunter auch das Schloss Völkershausen und die historische St.-Annen-Kirche. Die heute vorhandene evangelische Michaeliskirche stammt aus dem Jahr 1992.
- Neben der Kirche und auf dem Friedhof finden sich mehrere historische Grabplatten. Ein Gedenkstein erinnert an die Toten beider Weltkriege.
- Die Friedenslinde in der Ortsmitte wurde 1871 anlässlich des Friedensschlusses im Deutsch-Französischen Krieg gepflanzt und 1957 als Naturdenkmal unter Schutz gestellt.[10]

## Personen
- Berthold II. von Völkershausen, (um 1320–1387), Abt der Reichsabtei Hersfeld.
- Völkershausen gilt als Stammsitz der Herren von Völkershausen, eines einst gerühmten, zum buchischen Ritterkanton gehörenden Rittergeschlechts.
- Im Ortsteil Kohlgraben lebte in den 1950er-Jahren der Grafiker und Textilgestalter Richard Dölker (1896–1955) – Künstlername "Riccardo Dölcker". Er gilt als Erfinder der Batik-Malerei und wurde in den 1930er-Jahren durch seine Motivreihe Capri-Fischer berühmt, die er bei einem Studienaufenthalt an der Amalfi-Küste entwickelt hatte.[11] Sein aus scherenschnittartig gestalteten Blechelementen zusammengesetztes „Künstlergrab“ befindet sich direkt neben der Michaeliskirche auf dem Friedhof von Völkershausen.
- Georg Limburg (1925–2018), Gewerkschafter
- Gerhard Hopf (* 1946), Fotograf